# Crow Island (ö i Bermuda)
Crow Island är en ö i Bermuda (Storbritannien).   Den ligger i parishen Hamilton, i den centrala delen av landet, 7 km nordost om huvudstaden Hamilton.